# Palpata
Palpata ist der Name einer Unterklasse teils sessiler und röhrenbauender, teils frei beweglicher, als Filtrierer, Prädatoren (Fleischfresser) oder Aasfresser lebender Vielborster (Polychaeta), die in Meeren weltweit zu finden sind.

## Merkmale

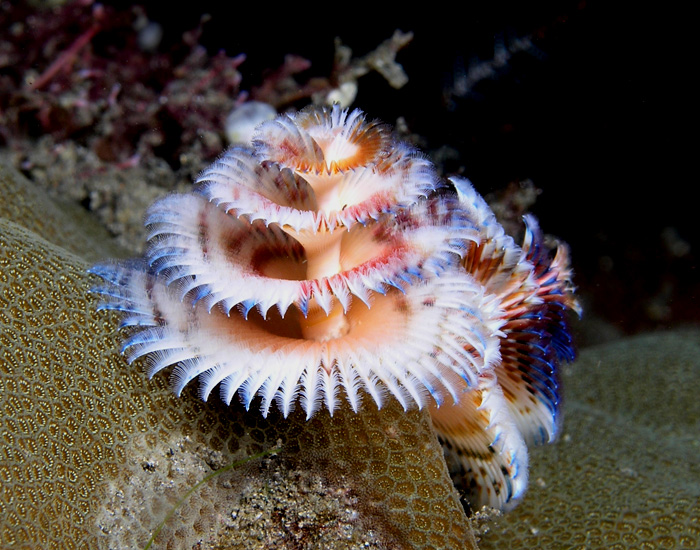
Zur vielgestaltigen Unterklasse der Palpata gehört beispielhaft auch der Weihnachtsbaumwurm

Die Palpata zeichnen sich durch ein Paar ventral orientierter Palpen aus, die am Prostomium, lediglich bei den Spionida am Peristomium sitzen. Bei den Aciculata haben diese Palpen eine rein sensorische Funktion, was als ursprüngliches Merkmal gilt. Bei den Canalipalpata weisen die Palpen eine Wimperrinne auf, mit der Nahrungspartikel zum Mund transportiert werden, d. h. die Nahrungsaufnahme ist ihre Hauptfunktion. Auch tragen die Palpen der Canalipalpata oft Tentakel-Cirren, um Nahrungspartikel aus dem Wasser zu filtrieren. Bei der Schwestergruppe der Palpata, den Scolecida, fehlen Palpen.

## Systematik
Die Unterklasse Palpata, die einen Großteil der Gattungen und Arten der Polychaeta umfasst, wird in die beiden Ordnungen Aciculata und Canalipalpata unterteilt.
Die Aciculata bewegen sich in der Regel frei durch Laufen, Kriechen oder Schwimmen, wenn auch manche Arten sich Wohnröhren bauen. Sie entsprechen dem alten Taxon Errantia. Die große Beweglichkeit wird ihnen durch die Aciculae in den Parapodien ermöglicht, kräftige, als Innenskelett dienende Borsten, an denen starke Muskelpakete ansetzen. Ein ausstülpbarer Pharynx mit Kiefern ermöglicht den Aasfressern und Prädatoren die Aufnahme großer Nahrungsbrocken.
Die Canalipalpata sind dagegen sessil und bauen sich stets Wohnröhren. Sie entsprechen einem Teil des alten Taxons Sedentaria, zu dem aber auch die Scolecida zählten. Sie strudeln sich als Filtrierer aus der Wasserströmung Detritus-Partikel heran, was ihnen durch die als komplexe Tentakelstrukturen entwickelten beiden Palpen ermöglicht wird, an denen Wimperrinnen die Nahrungspartikel zum Mund transportieren.